# Biblia. Apokalipsa świętego Jana
Biblia. Apokalipsa świętego Jana (wł. San Giovanni – L’Apocalisse) – dramat historyczny z 2002 roku, oparty na Biblii.

## Fabuła
Rok 90 naszej ery. Cesarz Domicjan ogłasza się bogiem. Rozpoczynają się prześladowania chrześcijan, którzy odrzucają możliwość jego nadprzyrodzonego pochodzenia. Na wyspie Patmos przebywa ostatni z żyjących apostołów, Jan, ukrywając się wśród więźniów jako starzec Teofilus. Listy jego autorstwa wzmacniają wiarę chrześcijan, tym samym jego osoba staje się problemem dla cesarza. Na wyspę przybywa Valerius, wysłany przez rzymskiego generała Rufusa. Młody, zakochany w chrześcijance Irenie mężczyzna, ma odszukać Jana, żeby można go było unieszkodliwić.

## Obsada
- Richard Harris jako Jan Ewangelista
- Bruce Payne jako cesarz Domicjan
- Constantine Gregory jako Corvus
- Benjamin Sadler jako Valerius
- Christian Kohlund jako Quintus Maximus
- Vittoria Belvedere jako Irene
- Ian Duncan jako Demetrius
- Erol Sander jako Ionicus
- Alessandro Bertolucci jako Marcello
- Walter Nudo jako Hermes
- Luca Ward jako Eracle
- Matt Patresi jako Titone
- Aaron Taylor-Johnson jako Johanan